# Sinérgides

Esquema do saco embriónico de uma angiosperma:
A micrópilo
B tegumento
C oosfera
D sinérgides
E núcleos polares
F células antipodais

Sinérgides (do grego synergós + eidos), ou células auxiliares menores, é a designação dada em botânica às duas células (ou mais correctamente às duas massas protoplásmicas) que no saco embrionário das angiospermas ladeiam a oosfera, as quais tem como funções guiar o tubo polínico e receber os núcleos espermáticos durante a polinização.

## Descrição
Em conjunto com a oosfera estas células formam o «aparato filar» ou «aparato filiforme» de polinização do óvulo. Localizada imediatamente atrás do orifício do micrópilo,  no extremo do saco embrionário das angiospermas, ambas são células com núcleo celular e cooperam com a oosfera durante a fecundação: o tubo polínico estabelece contacto com o saco embrionário no aparato filar sendo guiado para uma das sinérgides, que atravessa, e de imediato, mediante sinalização bioquímica gerada pela células, se forma um poro no extremo do tubo para que possa descarregar o seu conteúdo no citoplasma da sinérgide. Desse modo, um dos núcleos do grão de pólen prossegue e funde-se com a oosfera.
No contexto da dupla fertilização, as células sinérgides têm uma função importante. O tubo polínico esvazia-se para dentro de uma dessas células, após o que os dois núcleos dos espermatozóides nela localizados migram até atingir a oosfera e a célula central do saco embrionário onde estão localizados os núcleos polares.
Em experiências realizadas foi possível comprovar que as sinérgidas têm como principal função de atrair o tubo polínico atrás da produção de sinais bioquímicos.